# Sanche Ier Loup de Vasconie
Pour les articles homonymes, voir Sanche Ier.
Sanche Ier Loup est  duc de Vasconie de 800 à 812 et surnommé « le meilleur cavalier de Pampelune ». Il cède le pouvoir à son frère Semen Ier Loup avant de mourir en 816 dans une bataille contre les Maures.

## Biographie
Il est le fils du duc Loup II de Vasconie.
En 778, celui-ci est à la tête des hommes qui attaquent l'arrière-garde de l'armée de Charlemagne à Roncevaux. En représailles, Charlemagne fait emprisonner Loup II qui meurt peu après et emmener ses fils Sanche Loup et Garcia Loup qui sont élevés à la cour. 
En 781, Charlemagne fait roi d'Aquitaine son fils Louis, alors âgé de trois ans. Quelques années après, Sanche Loup est ramené en Aquitaine. Louis lui rend le duché de Vasconie en 800.
Après la mort de Loup II, père de Semen Ier, les Vascons avaient élevé au pouvoir l'un de ses fils, Loup Sanche Ier qui reconnut la suzeraineté de Charlemagne et prit part, contre son sentiment mais par fidélité, à l'expédition organisée par le roi d'Aquitaine contre Barcelone en 801.
Mais cette reconnaissance fut de courte durée puisqu'en 802, Pampelune avait fait allégeance à l'émir de Cordoue Al-Hakam. Les Vascons prirent parti pour lui contre Louis le Débonnaire, fils de Charlemagne, et reconnurent sa suzeraineté. En 806, les chroniques franques confirment cette reconnaissance mais quelques années auparavant se remirent sous la domination des Francs.
La mort du vascon Bergon, comte de Fezensac permet aux Francs de choisir un des leurs, Liuthard, mais rend très mécontents les Vascons qui se révoltèrent contre le nouveau comte en tuant une partie de ses hommes dont certains par le feu. Louis le Débonnaire appliqua la loi du talion en brûlant les principaux rebelles à la diète de Toulouse.
Il participe à d'autres expéditions entre 804 et 812. 
Quand Louis le Pieux succède à Charlemagne en 814, Sanche Loup reste en Aquitaine. 
En 816, se forme une coalition de seigneurs chrétiens contre les Musulmans d'Espagne. Les deux armées se heurtent lors de la bataille de Pancorbo[6]qui dure treize jours. Sanche Loup est tué au cours de cette bataille, ainsi que son frère Garcia Loup. 
On raconte[réf. nécessaire] que l'empereur Louis en fut fort attristé, car Sanche Loup avait été pendant des années un compagnon d'armes fort fiable.

## Mariage et descendance
Son épouse n'est pas connue. Il s'agit peut-être une sœur d'Aznar Ier Galíndez, comte d'Aragon, le prénom « Aznar » apparaissant dans la maison de Vasconie parmi ses fils. Mais il pourrait aussi s'agir d'une fille du comte de Toulouse[réf. nécessaire]. 
De ce mariage, naîtront :
- Aznar Sanche († 836), comte de Vasconie et de Fezensac ;
- Sanche Sanche († 864), comte puis duc de Vasconie ;
- Une fille, peut-être nommée Sancia, mariée à Émenon comte de Poitiers.

Il est possible qu'il y ait eu deux autres filles, mais cela reste hypothétique :
- Dhuoda, mariée en 824 à Bernard de Septimanie ;
- X, mère de García II Jimenéz, roi de Pampelune.

## Arbre généalogique
Ducs de Vasconie de 768 à 864
|                                     |                                     |                                     |                                     |                                     |                                     |  |  |                                        |                                        |                                        |                                        |                                        |                                        |  |  | Ier - Loup II (768-778)           |                                   |                                   |                                   |                                   |                                   |  |  |                          |                          |                          |                          |                          |                          |  |  |                                  |                                  |                                  |                                  |                                  |                                  |  |  |  |  |  |  |  |  |  |  |  |  |  |  |  |  |  |  |  |  |  |  |
|                                     |                                     |                                     |                                     |                                     |                                     |  |  |                                        |                                        |                                        |                                        |                                        |                                        |  |  |                                   |                                   |                                   |                                   |                                   |                                   |  |  |                          |                          |                          |                          |                          |                          |  |  |                                  |                                  |                                  |                                  |                                  |                                  |  |  |  |  |  |  |  |  |  |  |  |  |  |  |  |  |  |  |  |  |  |  |
|                                     |                                     |                                     |                                     |                                     |                                     |  |  |                                        |                                        |                                        |                                        |                                        |                                        |  |  |                                   |                                   |                                   |                                   |                                   |                                   |  |  |                          |                          |                          |                          |                          |                          |  |  |                                  |                                  |                                  |                                  |                                  |                                  |  |  |  |  |  |  |  |  |  |  |  |  |  |  |  |  |  |  |  |  |  |  |
| Centulle Loup                       | Centulle Loup                       | Centulle Loup                       | Centulle Loup                       | Centulle Loup                       | Centulle Loup                       |  |  |                                        |                                        |                                        |                                        |                                        |                                        |  |  | IIe - Sanche Ier Loup (801-812)   | IIe - Sanche Ier Loup (801-812)   | IIe - Sanche Ier Loup (801-812)   | IIe - Sanche Ier Loup (801-812)   | IIe - Sanche Ier Loup (801-812)   | IIe - Sanche Ier Loup (801-812)   |  |  |                          |                          |                          |                          |                          |                          |  |  | IIIe - Semen Ier Loup (812-816)  | IIIe - Semen Ier Loup (812-816)  | IIIe - Semen Ier Loup (812-816)  | IIIe - Semen Ier Loup (812-816)  | IIIe - Semen Ier Loup (812-816)  | IIIe - Semen Ier Loup (812-816)  |  |  |  |  |  |  |  |  |  |  |  |  |  |  |  |  |  |  |  |  |  |  |
| Centulle Loup                       | Centulle Loup                       | Centulle Loup                       | Centulle Loup                       | Centulle Loup                       | Centulle Loup                       |  |  |                                        |                                        |                                        |                                        |                                        |                                        |  |  | IIe - Sanche Ier Loup (801-812)   | IIe - Sanche Ier Loup (801-812)   | IIe - Sanche Ier Loup (801-812)   | IIe - Sanche Ier Loup (801-812)   | IIe - Sanche Ier Loup (801-812)   | IIe - Sanche Ier Loup (801-812)   |  |  |                          |                          |                          |                          |                          |                          |  |  | IIIe - Semen Ier Loup (812-816)  | IIIe - Semen Ier Loup (812-816)  | IIIe - Semen Ier Loup (812-816)  | IIIe - Semen Ier Loup (812-816)  | IIIe - Semen Ier Loup (812-816)  | IIIe - Semen Ier Loup (812-816)  |  |  |  |  |  |  |  |  |  |  |  |  |  |  |  |  |  |  |  |  |  |  |
|                                     |                                     |                                     |                                     |                                     |                                     |  |  |                                        |                                        |                                        |                                        |                                        |                                        |  |  |                                   |                                   |                                   |                                   |                                   |                                   |  |  |                          |                          |                          |                          |                          |                          |  |  |                                  |                                  |                                  |                                  |                                  |                                  |  |  |  |  |  |  |  |  |  |  |  |  |  |  |  |  |  |  |  |  |  |  |
| Ve - Loup III Centulle (818-819)    | Ve - Loup III Centulle (818-819)    | Ve - Loup III Centulle (818-819)    | Ve - Loup III Centulle (818-819)    | Ve - Loup III Centulle (818-819)    | Ve - Loup III Centulle (818-819)    |  |  | VIe - Aznar Sanche (820-836)           | VIe - Aznar Sanche (820-836)           | VIe - Aznar Sanche (820-836)           | VIe - Aznar Sanche (820-836)           | VIe - Aznar Sanche (820-836)           | VIe - Aznar Sanche (820-836)           |  |  | VIIe - Sanche II Sanche (836-852) | VIIe - Sanche II Sanche (836-852) | VIIe - Sanche II Sanche (836-852) | VIIe - Sanche II Sanche (836-852) | VIIe - Sanche II Sanche (836-852) | VIIe - Sanche II Sanche (836-852) |  |  | Sancie                   | Sancie                   | Sancie                   | Sancie                   | Sancie                   | Sancie                   |  |  | IVe - Garcia Ier Semen (816-818) | IVe - Garcia Ier Semen (816-818) | IVe - Garcia Ier Semen (816-818) | IVe - Garcia Ier Semen (816-818) | IVe - Garcia Ier Semen (816-818) | IVe - Garcia Ier Semen (816-818) |  |  |  |  |  |  |  |  |  |  |  |  |  |  |  |  |  |  |  |  |  |  |
| Ve - Loup III Centulle (818-819)    | Ve - Loup III Centulle (818-819)    | Ve - Loup III Centulle (818-819)    | Ve - Loup III Centulle (818-819)    | Ve - Loup III Centulle (818-819)    | Ve - Loup III Centulle (818-819)    |  |  | VIe - Aznar Sanche (820-836)           | VIe - Aznar Sanche (820-836)           | VIe - Aznar Sanche (820-836)           | VIe - Aznar Sanche (820-836)           | VIe - Aznar Sanche (820-836)           | VIe - Aznar Sanche (820-836)           |  |  | VIIe - Sanche II Sanche (836-852) | VIIe - Sanche II Sanche (836-852) | VIIe - Sanche II Sanche (836-852) | VIIe - Sanche II Sanche (836-852) | VIIe - Sanche II Sanche (836-852) | VIIe - Sanche II Sanche (836-852) |  |  | Sancie                   | Sancie                   | Sancie                   | Sancie                   | Sancie                   | Sancie                   |  |  | IVe - Garcia Ier Semen (816-818) | IVe - Garcia Ier Semen (816-818) | IVe - Garcia Ier Semen (816-818) | IVe - Garcia Ier Semen (816-818) | IVe - Garcia Ier Semen (816-818) | IVe - Garcia Ier Semen (816-818) |  |  |  |  |  |  |  |  |  |  |  |  |  |  |  |  |  |  |  |  |  |  |
|                                     |                                     |                                     |                                     |                                     |                                     |  |  |                                        |                                        |                                        |                                        |                                        |                                        |  |  |                                   |                                   |                                   |                                   |                                   |                                   |  |  |                          |                          |                          |                          |                          |                          |  |  |                                  |                                  |                                  |                                  |                                  |                                  |  |  |  |  |  |  |  |  |  |  |  |  |  |  |  |  |  |  |  |  |  |  |
| Donat Loup Premier comte de Bigorre | Donat Loup Premier comte de Bigorre | Donat Loup Premier comte de Bigorre | Donat Loup Premier comte de Bigorre | Donat Loup Premier comte de Bigorre | Donat Loup Premier comte de Bigorre |  |  | Centulle Loup Premier vicomte de Béarn | Centulle Loup Premier vicomte de Béarn | Centulle Loup Premier vicomte de Béarn | Centulle Loup Premier vicomte de Béarn | Centulle Loup Premier vicomte de Béarn | Centulle Loup Premier vicomte de Béarn |  |  |                                   |                                   |                                   |                                   |                                   |                                   |  |  | VIIIe - Arnaud (855-864) | VIIIe - Arnaud (855-864) | VIIIe - Arnaud (855-864) | VIIIe - Arnaud (855-864) | VIIIe - Arnaud (855-864) | VIIIe - Arnaud (855-864) |  |  |                                  |                                  |                                  |                                  |                                  |                                  |  |  |  |  |  |  |  |  |  |  |  |  |  |  |  |  |  |  |  |  |  |  |

## Annexe